# KIF6
KIF6‏ (Kinesin family member 6) هوَ بروتين يُشَفر بواسطة جين KIF6 في الإنسان.

## الوظيفة
يُشفِّر هذا الجين بروتينًا من عائلة بروتينات الكينيسين. تُشكِّل هذه العائلة جزءًا من مُركَّب متعدد الوحدات الفرعية يعمل كمحرك للأنابيب الدقيقة في نقل العضيات داخل الخلايا.